# Georgios Saridakis (Leichtathlet)
Georgios Saridakis (griechisch Γεώργιος Σαριδάκης) (* 1885; † im 20. Jahrhundert) war ein griechischer Geher.
Bei den Olympischen Zwischenspielen 1906 gewann er Bronze im 3000-m-Gehen und wurde Vierter im 1500-m-Gehen.
Georgios Saridakis startete für den Verein Panionios Gymnastikos Syllogos Smyrnis (heute Panionios Athen).